# Die Andere Zeitung
Die Andere Zeitung (AZ) war eine linkssozialistische Wochenzeitung in der Bundesrepublik Deutschland, die von 1955 bis 1969 in Hamburg erschien. Die Auflage lag zwischen 18.000 und 80.000 verkauften Exemplaren. Chefredakteure waren Gerhard Gleißberg und Rudolf Gottschalk, zwei ehemalige leitende Redakteure des sozialdemokratischen Vorwärts. Darum wurde die AZ auch als „Gegenorgan zum Vorwärts“ bezeichnet.

## Geschichte und Selbstverständnis der Zeitung
Die AZ wurde von ihren Machern als dritte Kraft zwischen den erstarrten Fronten des Kalten Krieges betrachtet, in diesem Zusammenhang wurde auch der Begriff Neue Linke verwendet. Die Zeitung sollte zum Sammelpunkt der Opposition von links werden, gegen Renazifizierung, Remilitarisierung, Spaltung Deutschlands, Antimarxismus, Kultur-Mystik und Anti-Aufklärung. Zu den AZ-Autoren gehörten Viktor Agartz, Wolfgang Abendroth, Theo Pirker, Fritz Baade, Kurt Hiller und Leo Kofler.
Die linkssozialistische Meinungsbildung der AZ wirkte einflussreich in die SPD-Mitgliedschaft hinein. Daraufhin startete die SPD-Parteiführung über ihre Publizistik eine Diffamierungskampagne: Die AZ wurde als kommunistische Tarnorganisation dargestellt, die aus Ost-Berlin finanziert werde. Diese Version wurde noch 2011 von Karsten Voigt in einer Rede auf der Herbsttagung des Bundeskriminalamtes verbreitet: „Die ,AZ‘ gab sich als unabhängige Zeitung links von der SPD aus und wurde auf damals nicht durchschaubaren Wegen von der SED finanziert.“
Das Verbot der KPD im August 1956 und der Landesverratsprozess gegen Viktor Agartz (1957) im Westen Deutschlands sowie die Kampagnen gegen  Ernst Bloch und Wolfgang Harich in der DDR kriminalisierten und schwächten das politische Milieu, dessen Ausdruck die AZ war. Namhafte Mitarbeiter zogen sich von der Zeitung zurück, das Meinungsspektrum wurde enger, die AZ geriet tatsächlich in erhebliche DDR-Nähe. Ab 1960/61 setzte die AZ auf die Deutsche Friedens-Union. Mit dem Aufkommen der Außerparlamentarischen Opposition (APO) ab 1967 hatte sich die AZ politisch überlebt, die letzte Ausgabe erschien am 27. Februar 1969.